# Тарновский, Ян Амор (младший)
Ян Амор Младший Тарновский (1420/1430 — 5 июня/5 октября 1500) — польский государственный и военный деятель, каштелян сондецкий (1461) и войницкий (1463), воевода сандомирский (1479) и краковский (1479—1491), каштелян краковский (1491—1500).

## Биография
Представитель польского магнатского рода Тарновских герба «Лелива». Один из пяти сыновей Яна Тарновского (ум. 1433) и Эльжбеты из Штернберга.
Учился в Краковском академии, где получил классическое гуманистическое образование. В его владения входило 4 города, 3 замка и 23 села.
Занимал должности: каштелян сондецкий (с 1461), каштелян войницкий (с 1463), воевода сандомирский (1479) и краковский (1479—1491), каштелян краковский (1491—1500).
Скончался в 1500 году, был похоронен в кафедральном соборе Рождества Пресвятой Богородицы в Тарнуве.

## Семья и дети
1-я жена — Зигмунда из Горая, дочь Прокопа из Горая из Щебжешина. В первом браке было два сына и три дочери:
- Ян Амор Тарновский Старший (ум. 1514), дворянин королевский (1474), стольник коронный (1494), каштелян бечский (1497), воевода русский (1501—1507) и сандомирский (1507—1514)
- Ян Александр Тарновский (ум. 1497), дворянин королевский (1496)
- Эльжбета Тарновская (ум. 1530/1531), муж — воевода любельский и сандомирский Добеслав Курожвецкий (ум. 1496)
- София Регина Тарновская
- Катаржина Тарновская, жена воеводы белзского и русского Станислава Кмиты Собенского (ум. 1511).

2-я жена — Барбара из Рожнова герба «Сулима» (ок. 1447—1517), внучка Завиши Черного и вдова первого воеводы белзского Станислава Тенчинского (ум. 1497). Дети от второго брака:
- Ян Амор Тарновский (1488—1561), дворянин королевский (1502), каштелян войницкий (1522), воевода русский (1527—1535), гетман великий коронный (1527—1559), воевода краковский (1535—1536), каштелян краковский (1536—1561), староста сандомирский, сандецкий, жидачевский и городельский
- София Регина Тарновская, жена бургграфа краковского Станислава Щенсного Лигензы.